# Honoré Serres
Pour les articles homonymes, voir Serres.
Honoré Serres est un homme politique français né le 25 mars 1845 à Toulouse (Haute-Garonne) et décédé le 29 décembre 1905 à Montaigut-sur-Save (Haute-Garonne).
Négociant, opposant au Second Empire, il est maire de Toulouse de 1893 à 1905, conseiller général du canton de Grenade de 1901 à 1905 et député de la Haute-Garonne de 1902 à 1905, siégeant au groupe Radical-socialiste.
L'une des principales avenues de la ville de Toulouse porte son nom.
Dans la salle du conseil municipal du Capitole de Toulouse, on peut voir un tableau du peintre André Roucolle représentant L’entrée de Louis XI à Toulouse, où, devant le roi à gauche figure Camille Ournac en capitoul, à son côté avec un capuchon : Paul Feuga, immédiatement derrière eux Honoré Serres.

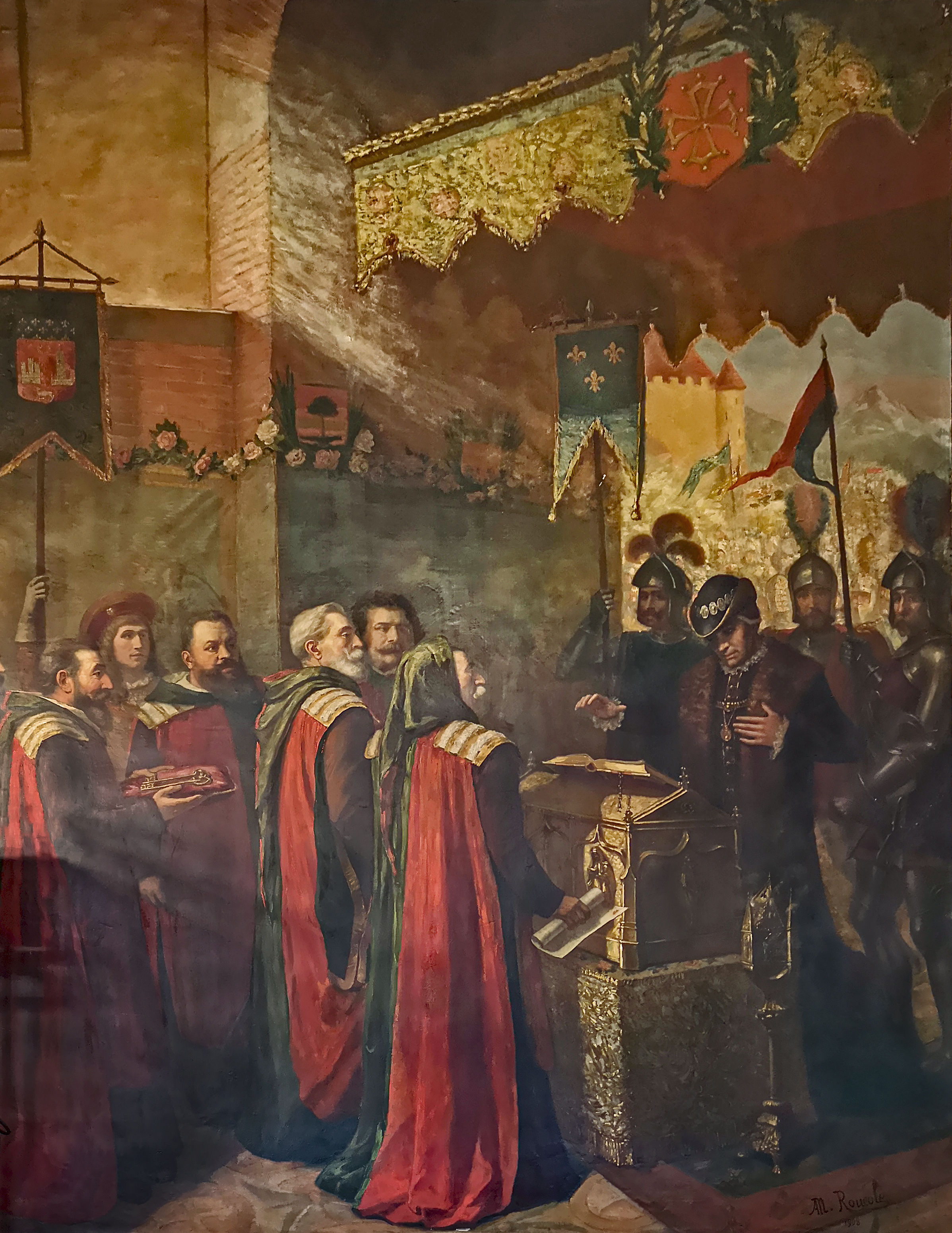
Entrée de Louis XI à Toulouse
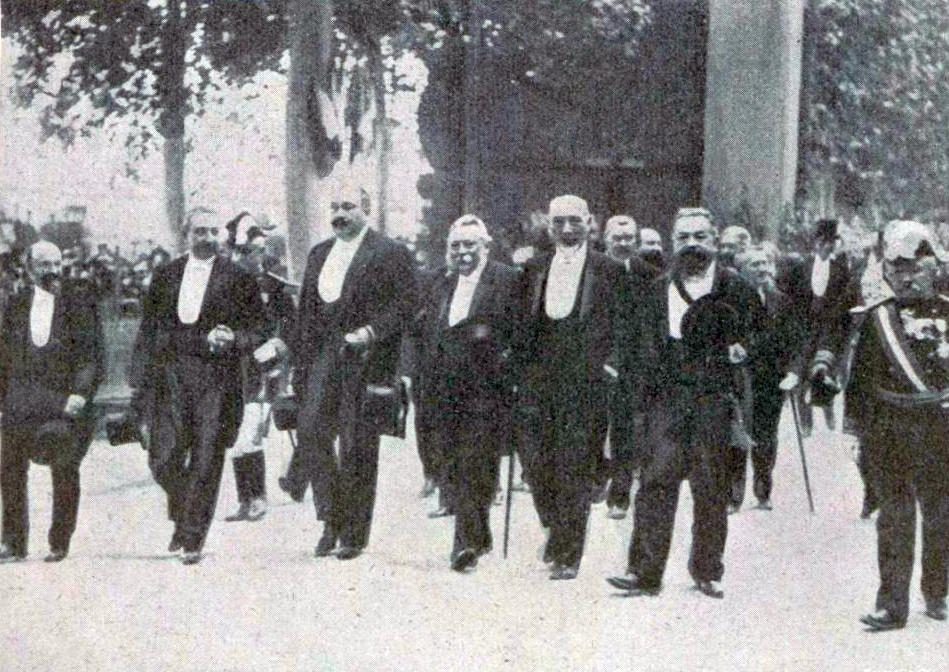
27 août 1905, le maire de Toulouse Honoré Serres (à D.) accueille pour l'arrivée de la Coupe des Pyrénées automobile les ministres (de G. à D.) Fernand Dubief, Maurice Berteaux, Joseph Ruau, Joseph Chaumié et Armand Gauthier de l'Aude, membres du gouvernement de Maurice Rouvier.

## Sources
- « Honoré Serres », dans le Dictionnaire des parlementaires français (1889-1940), sous la direction de Jean Jolly, PUF, 1960 [détail de l’édition]